# 신라교역
신라교역 주식회사는 대한민국의 유가증권시장(KOSPI)에 상장되어 있는 기업으로, 본사는 서울특별시 강동구 고덕비즈밸리로6길 30에 있다.
매년 1주당 500원의 현금 배당을 실시하고 있다.
파파이스(Popeyes) 패스트푸드 체인을 2022년 12월 서울 강남점을 시작으로 한국에서 운영하고 있는 (주)넌럭셔리컴퍼니의 모회사다.

## 같이 보기
- 파파이스